# Coupe de Tanzanie de football
La Coupe de Tanzanie de football  a été créée en 1974. Le vainqueur de la Coupe est qualifié pour la Coupe de la confédération.

## Palmarès
- 1974 : JKU (Zanzibar)
- 1975 : Young Africans (Dar-es-Salaam)
- 1976 : Rangers International (Dar-es-Salaam)
- 1977 : KMKM (Zanzibar)
- 1978 : Pan African (Dar-es-Salaam)
- 1979 : Pan African (Dar-es-Salaam)
- 1980 : Coastal Union (Tanga)
- 1981 : Pan African (Dar-es-Salaam)
- 1982 : KMKM (Zanzibar)
- 1983 : KMKM (Zanzibar)
- 1984 : Simba Sports Club (Dar-es-Salaam)
- 1985 : Miembeni SC (Zanzibar)
- 1986 : Miembeni SC (Zanzibar)
- 1987 : Miembeni SC (Zanzibar)
- 1988 : Coastal Union (Tanga)
- 1989 : Pamba FC (Mwanza)
- 1990 : Small Simba SC (Zanzibar)
- 1991 : Railways SC (Morogoro)
- 1992 : Pamba FC (Mwanza) 2-1 Morogori Tumabaku
- 1993 : Malindi SC (Zanzibar)
- 1994 : Young Africans (Dar-es-Salaam)
- 1995 : Simba Sports Club (Dar-es-Salaam)
- 1996 : Sigara (Dar-es-Salaam)
- 1997 : Tanzania Stars (Dar-es-Salaam) 1-0 Mlandege SC
- 1998 : Tanzania Stars (Dar-es-Salaam) 2-1 Prisons SC (Mbeya)
- 1999 : Young Africans (Dar-es-Salaam)
- 2000 : Simba Sports Club (Dar-es-Salaam) 1-0 Mtibwa Sugar
- 2001 : Polisi (Zanzibar) 2-0 Young Africans (Dar-es-Salaam)
- 2002 : JKT Ruvu Stars (Coast Region) 1-0 KMKM (Zanzibar)
- De 2003 à 2015 : Non disputée
- 2015/16 : Young Africans 3-1 Azam FC
- 2016/17 : Simba Sports Club 2-1 ap Mbao FC
- 2017/18 : Mtibwa Sugar 3-2 Singida United
- 2018/19 : Azam FC 1-0 Lipuli FC
- 2019/20 : Simba Sports Club (Dar-es-Salaam) 2-1 Namungo FC
- 2020/21 : Simba Sports Club (Dar-es-Salaam) 1-0 Young Africans
- 2021/22 : Young Africans 3-3ap (4-1tab) Coastal Union
- 2022/23 : Young Africans 1-0 Azam FC
- 2023/24 : Young Africans 0-0 ap (6-5tab) Azam FC
- 2024/25 : Young Africans 2-0 Singida Black Stars FC